# Outarde houbara
Pour les articles homonymes, voir Outarde.
Chlamydotis undulata
Espèce
Répartition géographique
Statut de conservation UICN

 VU A2cd+3cd+4cd : Vulnérable
Statut CITES
L'Outarde houbara ou Outarde houbara d'Afrique (Chlamydotis undulata) est un grand oiseau de la famille des Otididae (outardes). Il vit dans les îles Canaries, en Afrique du Nord et au Moyen-Orient. La race asiatique a été récemment reconnue comme une espèce à part : l'Outarde houbara d'Asie, ou Outarde de Macqueen, (Chlamydotis maqueenii). Il est le symbole animal de l'île de Fuerteventura.

## Description
L'outarde houbara est une outarde de taille petite à moyenne. Elle mesure 55 à 65 cm de longueur et a une envergure de 135 à 170 cm. Elle est brune dessus et blanche dessous, avec une raie noire sur les côtés du cou. En vol, les ailes montrent de vastes zones noires et brunes sur les rémiges. Elle est légèrement plus petite et plus sombre que l'outarde de Macqueen. Les deux sexes sont semblables, mais la femelle est plus petite et plus grise sur le dessus. La masse corporelle est 1,15 à 2,4 kg pour les mâles et de 1 à 1,7 kg  chez les femelles.
La ligne de séparation entre les deux espèces est la péninsule du Sinaï. L'Outarde houbara est très majoritairement sédentaire, mais l'Outarde de Macqueen est davantage portée à l'errance.
Ces espèces ont été chassées par les fauconniers arabes, jusqu'à provoquer leur quasi-disparition. Elles sont l'objet d'élevage et de réintroduction au  Maroc ainsi qu'en Algérie,. Alors que l'espèce est protégée, l'outarde houbara est encore chassée au Maroc, en Algérie et en Tunisie par les Émirs qataris qui viennent chasser en toute impunité, dans le désert tunisien.

## Habitat
Déserts et semi-déserts sablonneux à végétation basse parsemés de buissons pour se mettre à l'abri. En période de reproduction elle est observable dans les steppes sèches et les bordures de déserts tandis qu'en hiver elle est souvent observée dans les cultures sèches.

## Protection et conservation
Les Émirats arabes unis ont créé en 2006 à Abou Dabi Le Fonds international pour la conservation de la houbara (IFHC) dans le but de contrôler une filière de programme de conservation de l’outarde de houbara. L'objectif est de restaurer des populations d’outardes sur l'ensemble de l'aire de répartition. La stratégie d'Abou Dabi est basée sur trois piliers :
- des élevages pour la propagation et le renforcement des populations ;
- l'aide au développement humain ;
- et la connaissance scientifique.

Après des années d'études et de recherches, les techniques d'élevages et de relâchés tiennent aujourd'hui de référence dans le domaine. Elles ont permis de restaurer grand nombre de populations d'houbara et permettent de regarder avec optimisme le futur de l'espèce.
L'IFHC supervise quatre centres de reproduction de l'outarde dans trois pays ; l'outarde houbara d'Asie est élevé ans trois centres, deux à Abou Dabi, un au Kazakhstan et l'outarde houbara d'Afrique au Maroc :
- Centre national de recherche aviaire à Abou Dabi
- Centre de reproduction de la houbara Cheikh Kalifa à Abou Dabi
- Centre de reproduction de la houbara Cheikh Khalifa au Kazakhstan
- Centre des Émirats pour la propagation de la vie sauvage au Maroc

La sous-espèce Chlamydotis undulata fuerteventurae (Rothschild & Hartert, 1894) endémique des Canaries s'observe principalement à Fuerteventura, où une cinquantaine de couples étaient signalés en 1991, avec quelques individus à Lanzarote ; elle est intégralement protégée en raison de la forte menace d'extinction qui pèse sur elle.

## Galerie

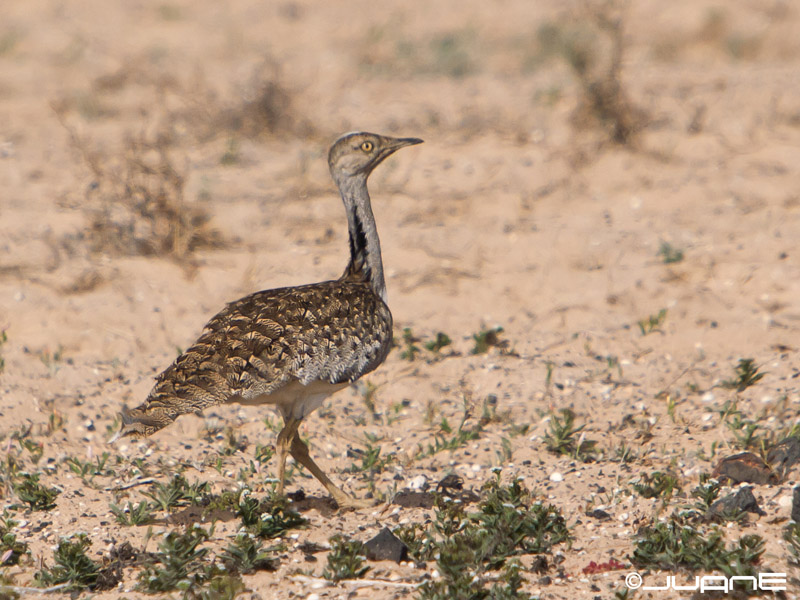
C. undulata fuertaventurae
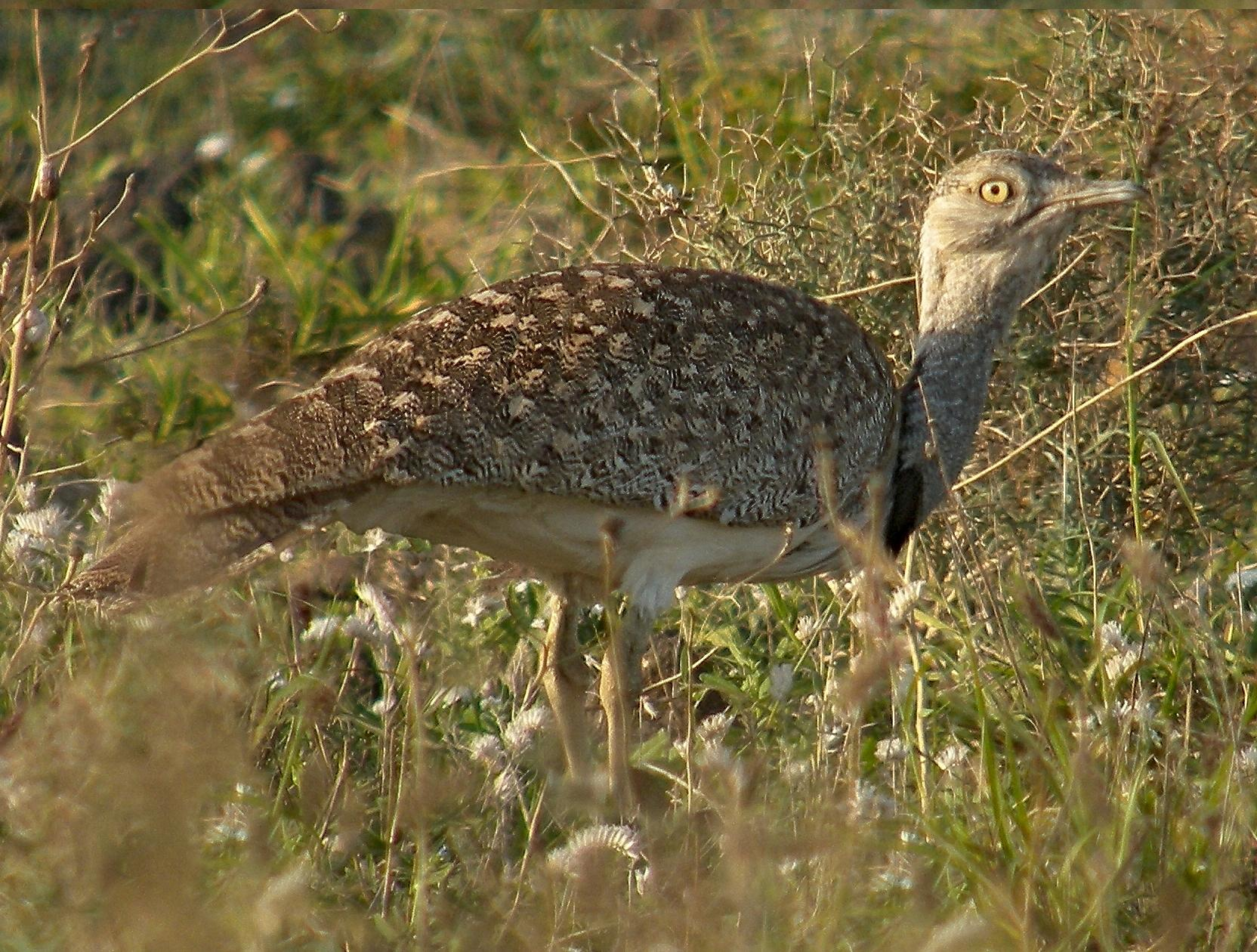
C. undulata fuertaventurae
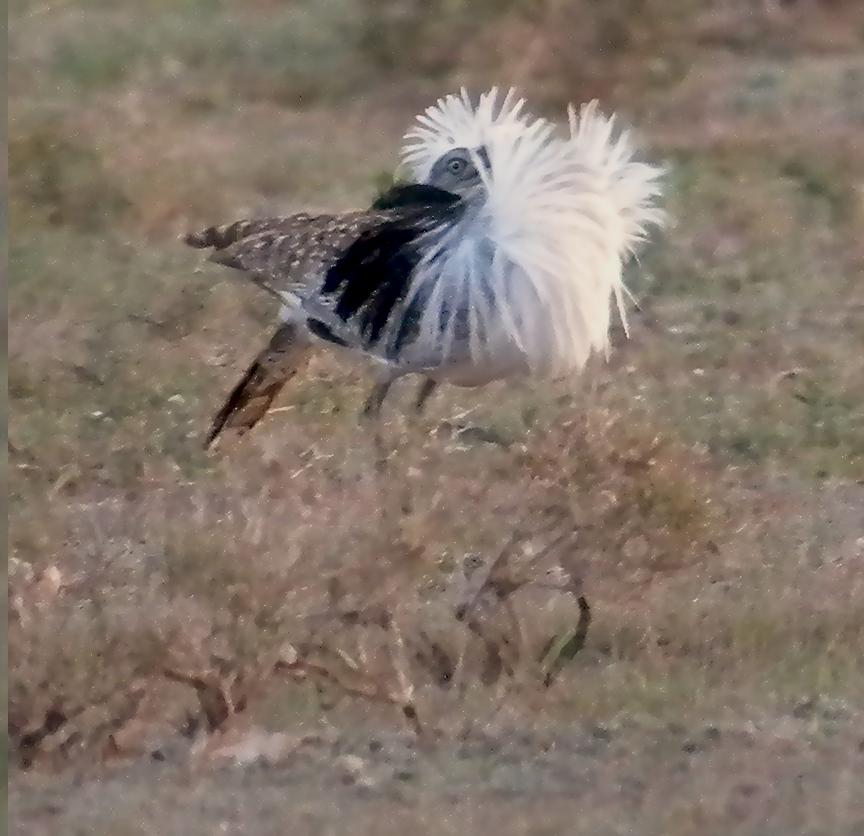
Parade
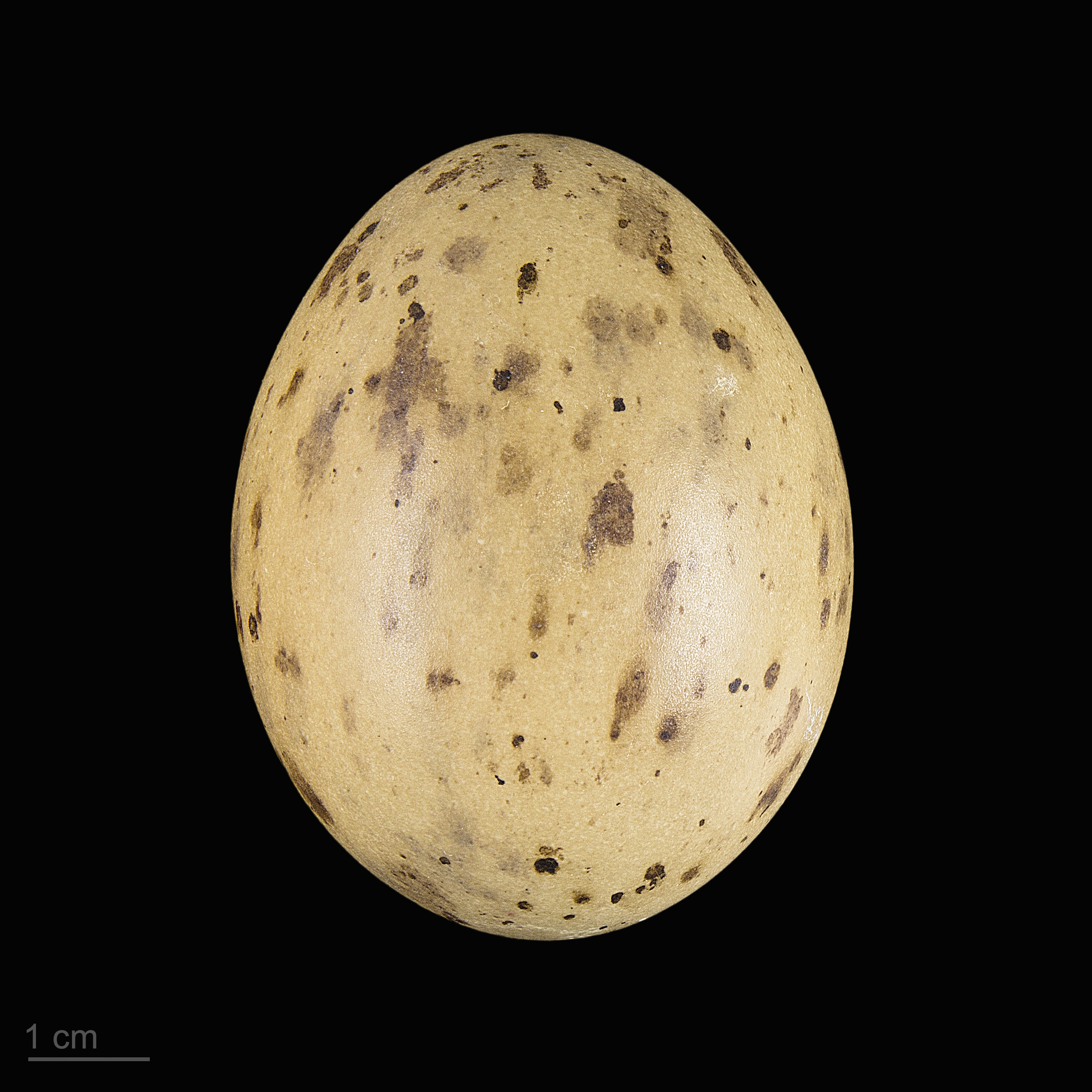
œuf de Chlamydotis undulata -  Muséum de Toulouse